# 馮烶
馮烶（？—1615年），字居方，號景貞，浙江寧波府慈谿縣人，明朝政治人物。

## 生平
萬曆十三年（1585年）乙酉科浙江鄉試舉人。萬曆二十年，登進士第三甲第一百四十九名，都察院觀政，二十一年初授江西奉新县知县，调進賢縣，二十六年升兵部主事，二十七年丁憂。三十二年擢授添注礼部精膳司主事，萬曆三十五年改仪制司，歷员外郎，三十七年繇主客司郎中调任仪制司郎中，三十七年升为福建驿传道副使，三十八年改任本省提学副使。四十一年仕至江西參政，四十三年卒。

## 家族
曾祖父馮鋼，長史，進階朝列大夫；祖父馮光游，教授；父親馮何，增廣生。